# Parvis du Sacré-Cœur
Le parvis du Sacré-Coeur est une voie située dans le 18e arrondissement de Paris, en France.